# Stevenia nudiseta
Stevenia nudiseta är en tvåvingeart som beskrevs av Belanovsky 1951. Stevenia nudiseta ingår i släktet Stevenia och familjen gråsuggeflugor.
Artens utbredningsområde är Ukraina. Inga underarter finns listade i Catalogue of Life.